# 松田町
松田町（日语：／ Matsuda machi */?）是神奈川縣足柄，足柄上郡中心的一町。

## 交通

### 鐵路
小田急電鐵
- 小田原線：新松田站

東海旅客鐵道
- 御殿場線：松田站